# Larry Hagman

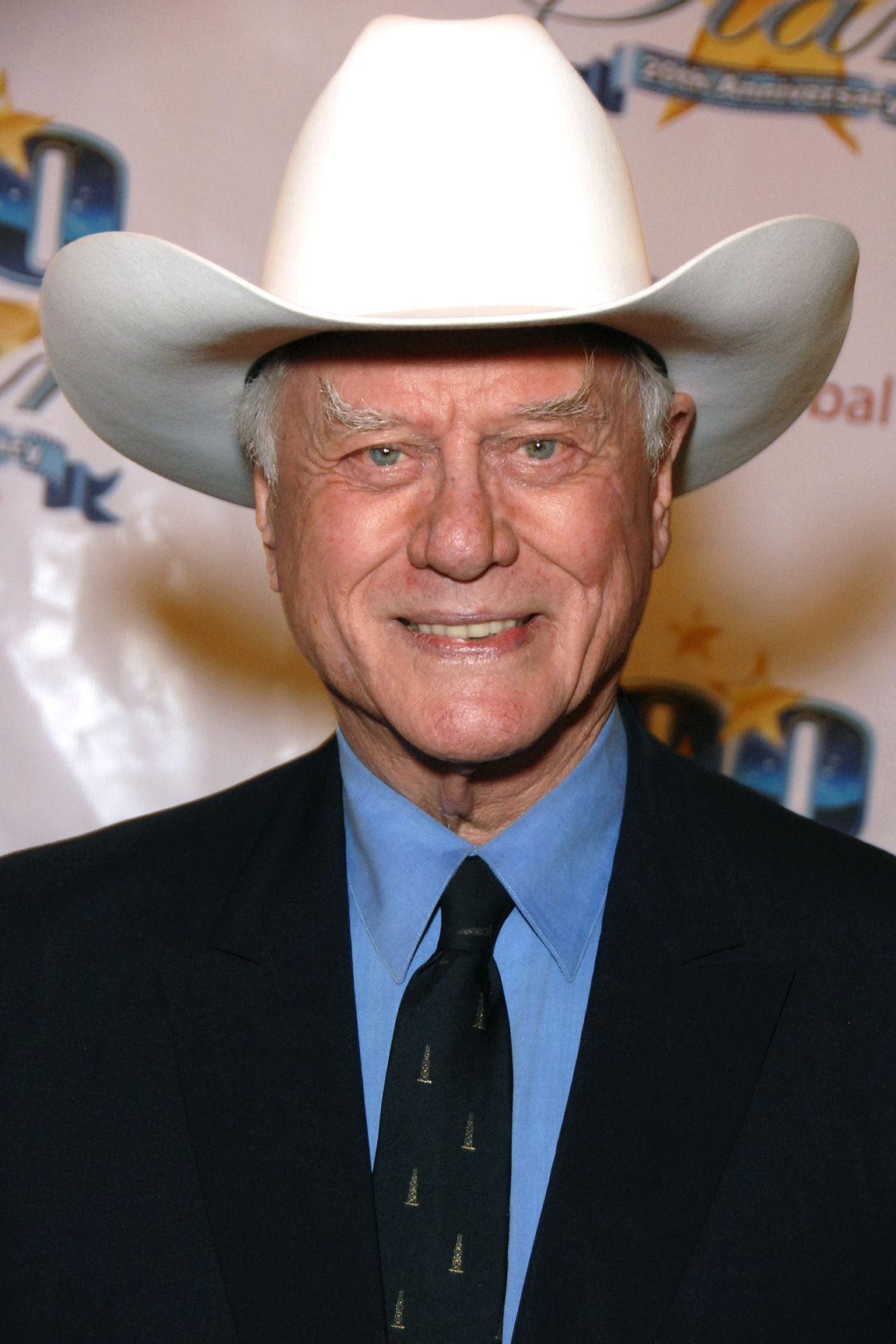
Larry Hagman (2010)

Larry Martin Hagman (* 21. September 1931 in Fort Worth, Texas; † 23. November 2012 in Dallas, Texas) war ein US-amerikanischer Schauspieler und Regisseur. International bekannt wurde er durch seine Rollen als Major Nelson in der Sitcom Bezaubernde Jeannie (1965–1970) und als John Ross „J. R.“ Ewing in der Fernsehsaga Dallas (1978–1991).

## Leben

### Frühes Leben und Karrierebeginn
Larry Hagman war der Sohn der bekannten Broadway-Schauspielerin Mary Martin. Nach der Scheidung seiner Eltern wuchs er einige Jahre bei seiner Großmutter auf, kehrte nach deren Tod als 12-Jähriger wieder zu seiner Mutter zurück. Er begann sich in dem Berufsumfeld seiner Mutter für die Schauspielerei zu interessieren. Für ein Jahr besuchte Hagman das renommierte Bard College, bevor er ab 1950 seine Schauspielkarriere am Theater begann. Gastspiele, unter anderem an der Seite seiner Mutter in South Pacific, führten ihn bis nach London. Von 1952 bis 1956 diente er in der United States Air Force, wobei er die meiste Zeit in der Truppenunterhaltung eingesetzt wurde. Nach seiner Rückkehr in die USA begann er ab 1957 für das Fernsehen zu arbeiten und absolvierte Auftritte in einigen Serien. 1964 machte er sein Filmdebüt mit einer Nebenrolle in Angriffsziel Moskau.

### Karriere
Bekannt wurde er einem breiteren Publikum erstmals ab 1965 durch die Sitcom Bezaubernde Jeannie, in der er als Astronaut Tony Nelson an der Seite von Barbara Eden zu sehen war. Nach der Einstellung von Bezaubernde Jeannie 1970 erfolgten Hauptrollen in einigen Fernsehfilmen sowie Nebenrollen in Kinoproduktionen. Seinen zweiten großen Erfolg als Fernsehschauspieler erzielte Hagman zwischen 1978 und 1991 in der Familiensaga Dallas. In dieser spielte er den rücksichtslosen texanischen Ölbaron J. R. Ewing, der Intrigen gegen seine drei Brüder schmiedete und andauernd seine Frau betrog, bis es zur Scheidung kam. Es wurde die Rolle seines Lebens und war nach eigener Aussage das Beste, was er je im Leben gemacht hat. Dallas ist bis heute die erfolgreichste Fernsehserie und Hagman der Zuschauermagnet. Über 300 Millionen Menschen sollen dabei zugesehen haben, wie Hagman in einem Cliffhanger als J. R. im Fernsehen niedergeschossen wurde. Diese Rolle ließ ihn allerdings nie mehr los; in der Öffentlichkeit wurde er später fast ausschließlich mit J. R. Ewing identifiziert. Nach Bezaubernde Jeannie traf er 1990 in fünf Dallas-Folgen wieder auf Barbara Eden, die in dieser Serie eine wiederkehrende Nebenrolle übernahm.

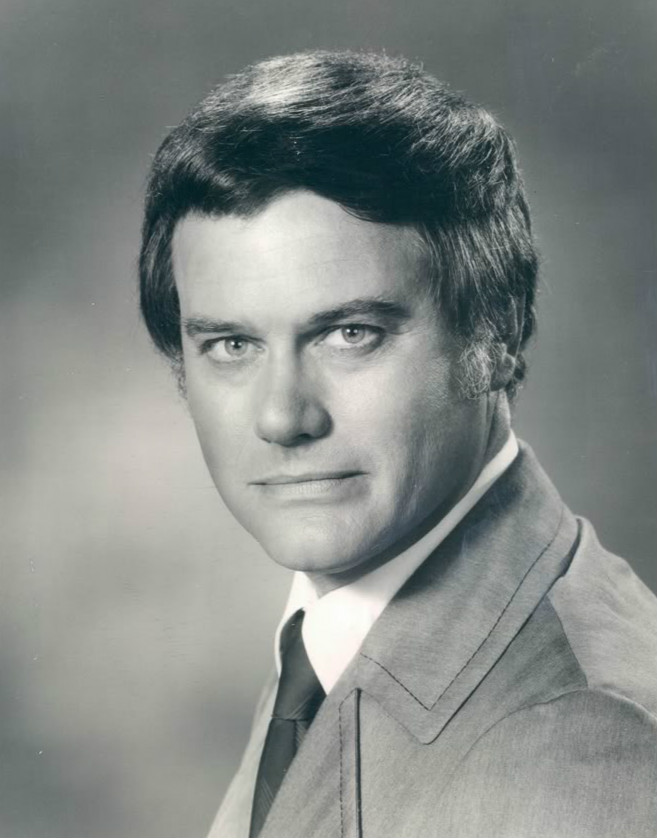
Larry Hagman (1973)

Auf der Kinoleinwand spielte Hagman unter anderem 1965 in dem Film Erster Sieg mit John Wayne und Kirk Douglas in den Hauptrollen, 1966 in Die Clique mit Candice Bergen und Hal Holbrook und 1976 in Der Adler ist gelandet mit Donald Sutherland und Michael Caine. Im Film O’Malley, bitte melden von 1978 spielte er den an Leukämie erkrankten Polizisten O’Malley. Er wurde zwar nie ein großer Kinostar, wirkte aber dennoch im Laufe der Jahre an vielen bekannten Produktionen mit.  1995 hatte er eine Nebenrolle als Ölmulti in Oliver Stones Spielfilm Nixon.
Im US-Fernsehen hatte er eine Rolle in der Erfolgsserie Nip/Tuck – Schönheit hat ihren Preis sowie 2011 einen Gastauftritt in Desperate Housewives als neuer Stiefvater von Lynette Scavo (Felicity Huffman). Zudem spielte er 1997 im Fernsehfilm Der dritte Zwilling mit Kelly McGillis und Kenneth Welsh mit. Auch im deutschen Fernsehen war Hagman gelegentlich in Gastauftritten zu sehen. Als Hotelgast trat er 1991 in der Erfolgsserie Ein Schloß am Wörthersee auf. Im Februar 2006 war Larry Hagman der Überraschungsstar in einer Folge der Lindenstraße, in der er im Reisebüro von Helga Beimer (Marie-Luise Marjan) einen Flug nach Dallas buchte. 2010 verkörperte er in der Traumschiff-Folge Indian Summer einen Immobilienhändler.
Hagman war auch als Regisseur aktiv. 1967 gab er sein Regiedebüt und inszenierte drei Folgen der Serie Bezaubernde Jeannie. In den Jahren 1971/1972 folgten zwei Folgen der Serie Ein herrliches Leben. 1972 drehte er mit Der Blob (Beware! The Blob) seinen einzigen Spielfilm. Es handelt sich um eine Fortsetzung zu Blob – Schrecken ohne Namen von 1958. Auch bei Dallas trat Hagman als Regisseur in Erscheinung und inszenierte von 1979 bis 1991 mehr als 30 Folgen. Seine letzten Regiearbeiten stammen aus dem Zeitraum 1992 bis 1994. Er beteiligte sich in dieser Zeit an der Serie In der Hitze der Nacht.
Zuletzt wirkte Hagman ab 2012 an der Dallas-Neuauflage mit und verkörperte erneut die Rolle des J.R. Ewing. Nach Hagmans Tod ließ man die Figur in der zweiten Staffel gleichfalls den Serientod sterben.

### Gesellschaftliches Engagement und öffentliche Auftritte
Hagman und seine Frau Maj engagierten sich politisch und sozial, so beispielsweise für Organspenden sowie seit dem Stromausfall am 14. August 2003, der die gesamte Ostküste der USA und Teile Kanadas lahmlegte, für eine Energiewende – Hagman als „Frontmann der amerikanischen Solarszene“. Er galt als Kritiker des ehemaligen US-Präsidenten George W. Bush. Seit den 1960er-Jahren war er Mitglied der links-alternativen Peace and Freedom Party.
1987 brachte Hagman das Video Stop Smoking for Life heraus, das bei der Nikotinentwöhnung helfen soll. Sämtliche Gewinne wurden der American Cancer Society gespendet. 2010 drehte er unter Regisseur Sönke Wortmann mehrere Werbespots für das deutsche Solarunternehmen SolarWorld, die zunächst in den Vereinigten Staaten gesendet wurden.
Am 1. Oktober 2010 war Hagman als Überraschungsgast beim Start der offiziellen Flutung des Phoenix-Sees in Dortmund. 2011 war er neben Karima el-Mahroug und Zachi Noy einer von Richard Lugners Gästen beim Wiener Opernball. Bei der Abschlussveranstaltung der SPD vor der Wahl zum Abgeordnetenhaus 2011 war er als Unterstützer von Klaus Wowereit auf der Bühne am Potsdamer Platz anwesend. Im selben Jahr überreichte er gemeinsam mit einem Vertreter der DEKRA auf der 50. Preisverleihung des Großen Preises des Mittelstandes der Oskar-Patzelt-Stiftung die Urkunde zur ISO-Zertifizierung des Qualitätsmanagementsystems dieses Wettbewerbes.

### Privates
Als Folge seiner langjährigen Alkoholabhängigkeit bekam er im August 1995 in einer 16 Stunden andauernden Operation eine Leber transplantiert, die Medienberichten zufolge im Dezember 2003 teilweise wieder entfernt werden musste.

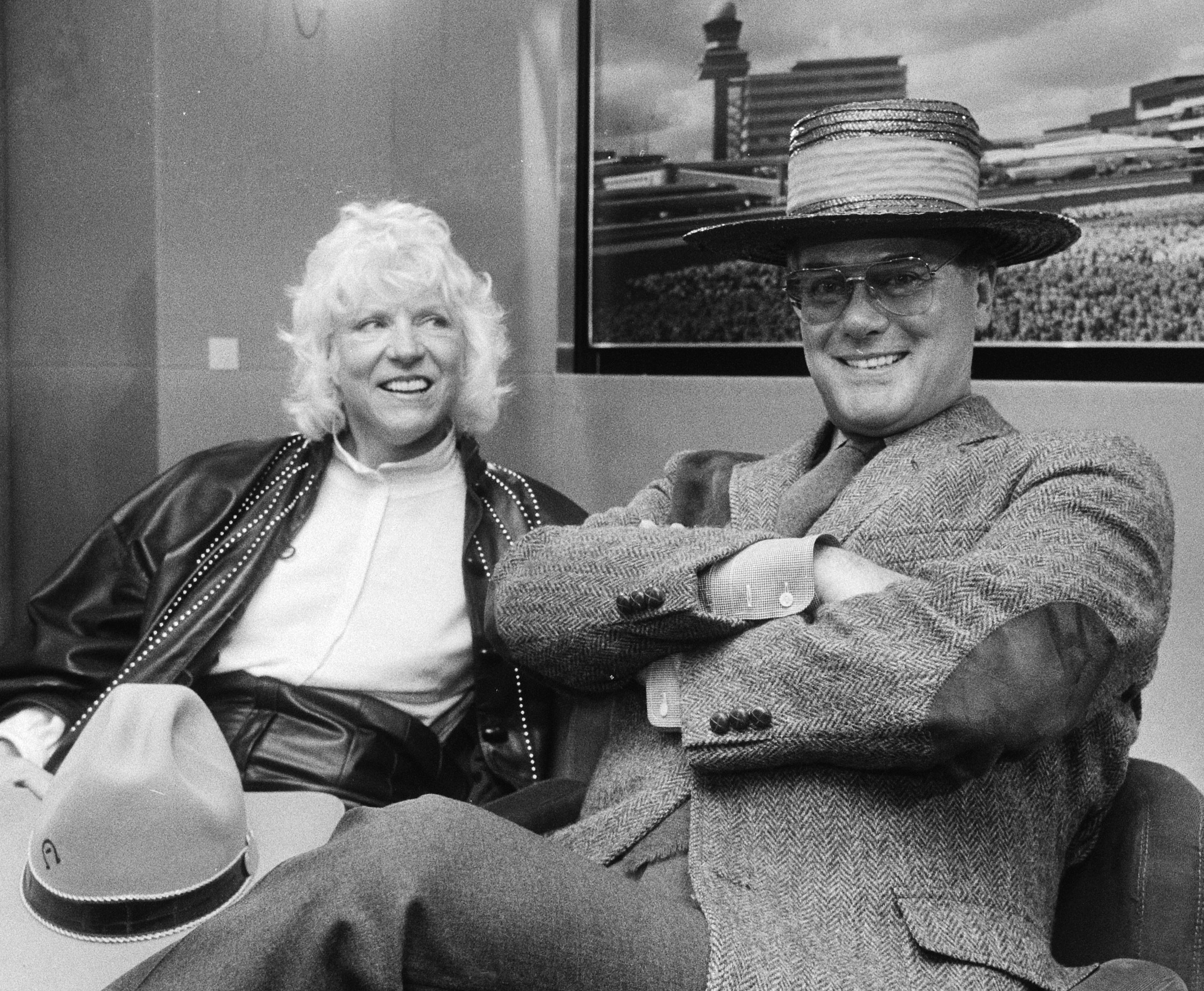
Larry Hagman mit seiner Ehefrau Maj Axelsson (1983)

2011 erkrankte Hagman an Kehlkopfkrebs, laut Pressemitteilung in einer „sehr verbreitete[n] und gut behandelbare[n] Form“. Im Juli 2012 wurde bei ihm ein myelodysplastisches Syndrom diagnostiziert. Am 23. November 2012 erlag er im Medical City Dallas Hospital akuter myeloischer Leukämie. Kurz zuvor hatte er in der Neuauflage von Dallas noch einmal als J. R. Ewing mitgewirkt. Für die Öffentlichkeit kam sein Tod trotz der Krebserkrankung vor allem wegen seiner anhaltenden öffentlichen Präsenz überraschend. Auf seinen Wunsch hin wurde er eingeäschert und die Asche auf dem Gebiet der Southfork Ranch verstreut.
Hagman hatte zwei Kinder. Mit seiner zuletzt an Alzheimer erkrankten Frau Maj (1928–2016) war er von 1954 bis zu seinem Tod 58 Jahre lang verheiratet. Er lebte auf einer Farm in Ojai im Ventura County nordwestlich von Los Angeles.

## Synchronsprecher
In seinen beiden in Deutschland bekanntesten Rollen als Tony Nelson in Bezaubernde Jeannie und als J. R. Ewing in Dallas wurde Hagman von Gig Malzacher (ZDF-Synchro von Bezaubernde Jeannie), Berno von Cramm (Sat.1-Synchro von Bezaubernde Jeannie) und von Wolfgang Pampel (u. a. Dallas und Ein Schloß am Wörthersee) gesprochen; Pampel wurde ab den frühen 1980er-Jahren auch im Kino zu Hagmans Stammsprecher.

## Filmografie (Auswahl)

### Film
- 1964: Angriffsziel Moskau (Fail-Safe)
- 1964: Operation Pazifik (Ensign Pulver)
- 1964: 90 Nächte und ein Tag
- 1965: Erster Sieg (In Harm’s Way)
- 1966: Die Clique (The Group)
- 1970: Der Nacktstar (Up in the Cellar)
- 1971: Der weite Ritt (The Hired Hand)
- 1972: Der Blob (Beware! The Blob) – auch Regie
- 1973: Im letzten Moment (The Alpha Caper)
- 1973: Zwei himmlische Schlitzohren (Antonio)
- 1974: Stardust
- 1974: Harry und Tonto (Harry and Tonto)
- 1974: Sie können’s nicht lassen (Sidekicks)
- 1975: Sarah T., eine jugendliche Alkoholikerin (Sarah T. – Portrait of a Teenage Alcoholic)
- 1976: Der Adler ist gelandet (The Eagle Has Landed)
- 1976: C.R.A.S.H.
- 1976: Die haarsträubende Reise in einem verrückten Bus (The Big Bus)
- 1977: Das Urteil des Richters (Cry for Justice)
- 1978: Superman
- 1978: Die Geliebte des Präsidenten (The President’s Mistress)
- 1978: O’Malley, bitte melden (Last of the Good Guys)
- 1981: S.O.B. – Hollywoods letzter Heuler (S.O.B.)
- 1982: Treibjagd in den Wolken (Deadly Encounter)
- 1986: Dallas – Wie alles begann (Dallas: The Early Years)
- 1993: Alex III – Der Schnüffler mit der goldenen Nase (Staying Afloat)
- 1995: Nixon
- 1996: Dallas – J. R. kehrt zurück (Dallas: J. R. Returns)
- 1997: Der dritte Zwilling (The Third Twin)
- 1998: Dallas – Kampf bis aufs Messer (Dallas: War of the Ewings)
- 1998: Mit aller Macht (Primary Colors)
- 2010: Das Traumschiff – Indian Summer (Fernsehfilm)

### Serien
- 1963–1964: Preston & Preston (The Defenders, 2 Folgen)
- 1965–1970: Bezaubernde Jeannie (I Dream of Jeannie, 139 Folgen)
- 1970–1971: Ein herrliches Leben (The Good Life, 15 Folgen)
- 1970/1975: Dr. med. Marcus Welby (Marcus Welby, M.D., 2 Folgen)
- 1971: Dan Oakland (Dan August, Folge 1x17)
- 1974: Make-up und Pistolen (Police Woman, 1 Folge)
- 1974: Ein Sheriff in New York (McCloud, 1 Folge)
- 1975: Harry O (1 Folge)
- 1975: Die Straßen von San Francisco (The Streets of San Francisco, 1 Folge)
- 1975: Barnaby Jones (1 Folge)
- 1977: Detektiv Rockford – Anruf genügt (The Rockford Files, 1 Folge)
- 1978–1991: Dallas (357 Folgen)
- 1980–1982: Unter der Sonne Kaliforniens (Knots Landing, 5 Folgen)
- 1991: Ein Schloß am Wörthersee (1 Folge)
- 1997: New Orleans – Das Gesetz der Sünde (Orleans, 7 Folgen)
- 2006: Nip/Tuck – Schönheit hat ihren Preis (Nip/Tuck, 5 Folgen)
- 2006: Lindenstraße (Folge 1055: Der Tanz)
- 2010: Desperate Housewives (Folgen 7x13–7x14)
- 2012–2013: Dallas (17 Folgen)

### Regisseur
- 1967: Bezaubernde Jeannie (Fernsehserie, 3 Folgen)
- 1971–1972: The Good Life (Fernsehserie, 2 Folgen)
- 1979–1991: Dallas (Fernsehserie, 32 Folgen)
- 1992–1994: In der Hitze der Nacht (Fernsehserie, 7 Folgen)

## Veröffentlichungen
- mit Todd Gold: Hello Darlin’: Tall (and Absolutely True) Tales About My Life. Simon & Schuster, 2001, ISBN 0-7432-2181-8
- Larry Hagman. Bezaubernder Bösewicht. Bastei Lübbe, Bergisch Gladbach 2003, ISBN 3-404-61530-1